# Billboardlistans förstaplaceringar 1962
Detta är en lista över 1962 års förstaplaceringar på Billboard Hot 100. 

## Listhistorik
| Datum        | Låt                                    | Artist                                      |
| 6 januari    | "The Lion Sleeps Tonight"              | The Tokens                                  |
| 13 januari   | "The Twist"                            | Chubby Checker                              |
| 20 januari   | "The Twist"                            | Chubby Checker                              |
| 27 januari   | "Peppermint Twist - Part I"            | Joey Dee and the Starliters                 |
| 3 februari   | "Peppermint Twist - Part I"            | Joey Dee and the Starliters                 |
| 10 februari  | "Peppermint Twist - Part I"            | Joey Dee and the Starliters                 |
| 17 februari  | "Duke of Earl"                         | Gene Chandler                               |
| 24 februari  | "Duke of Earl"                         | Gene Chandler                               |
| 3 mars       | "Duke of Earl"                         | Gene Chandler                               |
| 10 mars      | "Hey! Baby"                            | Bruce Channel                               |
| 17 mars      | "Hey! Baby"                            | Bruce Channel                               |
| 24 mars      | "Hey! Baby"                            | Bruce Channel                               |
| 31 mars      | "Don't Break the Heart That Loves You" | Connie Francis                              |
| 7 april      | "Johnny Angel"                         | Shelley Fabares                             |
| 14 april     | "Johnny Angel"                         | Shelley Fabares                             |
| 21 april     | "Good Luck Charm"                      | Elvis Presley                               |
| 28 april     | "Good Luck Charm"                      | Elvis Presley                               |
| 5 maj        | "Soldier Boy"                          | The Shirelles                               |
| 12 maj       | "Soldier Boy"                          | The Shirelles                               |
| 19 maj       | "Soldier Boy"                          | The Shirelles                               |
| 26 maj       | "Stranger on the Shore"                | Mr. Acker Bilk                              |
| 2 juni       | "I Can't Stop Loving You"              | Ray Charles                                 |
| 9 juni       | "I Can't Stop Loving You"              | Ray Charles                                 |
| 16 juni      | "I Can't Stop Loving You"              | Ray Charles                                 |
| 23 juni      | "I Can't Stop Loving You"              | Ray Charles                                 |
| 30 juni      | "I Can't Stop Loving You"              | Ray Charles                                 |
| 7 juli       | "The Stripper"                         | David Rose                                  |
| 14 juli      | "Roses Are Red (My Love)"              | Bobby Vinton                                |
| 21 juli      | "Roses Are Red (My Love)"              | Bobby Vinton                                |
| 28 juli      | "Roses Are Red (My Love)"              | Bobby Vinton                                |
| 4 augusti    | "Roses Are Red (My Love)"              | Bobby Vinton                                |
| 11 augusti   | "Breaking Up Is Hard to Do"            | Neil Sedaka                                 |
| 18 augusti   | "Breaking Up is Hard to Do"            | Neil Sedaka                                 |
| 25 augusti   | "The Loco-Motion"                      | Little Eva                                  |
| 1 september  | "Sheila"                               | Tommy Roe                                   |
| 8 september  | "Sheila"                               | Tommy Roe                                   |
| 15 september | "Sherry"                               | The Four Seasons                            |
| 22 september | "Sherry"                               | The Four Seasons                            |
| 29 september | "Sherry"                               | The Four Seasons                            |
| 6 oktober    | "Sherry"                               | The Four Seasons                            |
| 13 oktober   | "Sherry"                               | The Four Seasons                            |
| 20 oktober   | "Monster Mash"                         | Bobby "Boris" Pickett and the Crypt-Kickers |
| 27 oktober   | "Monster Mash"                         | Bobby "Boris" Pickett and the Crypt-Kickers |
| 3 november   | "He's a Rebel"                         | The Crystals                                |
| 10 november  | "He's a Rebel"                         | The Crystals                                |
| 17 november  | "Big Girls Don't Cry"                  | The Four Seasons                            |
| 24 november  | "Big Girls Don't Cry"                  | The Four Seasons                            |
| 1 december   | "Big Girls Don't Cry"                  | The Four Seasons                            |
| 8 december   | "Big Girls Don't Cry"                  | The Four Seasons                            |
| 15 december  | "Big Girls Don't Cry"                  | The Four Seasons                            |
| 22 december  | "Telstar"                              | The Tornados                                |
| 29 december  | "Telstar"                              | The Tornados                                |